# Лусадзор (Аскеран)
Лусадзор (вірм. Լուսաձոր), Мехтішен, Мехдібейлі (азерб. Mehdibəyli) — село у Аскеранському районі Нагірно-Карабаської Республіки. Село розташоване на трасі Степанакерт — Дрмбон — Мартакерт, поруч з селами Айгестан, Даграв, Астхашен, Норагюх та Іванян.

## Пам'ятки
У селі розташовані церква Сурб Аствацацін (Святої Богородиці) 19 століття, поселення 2-1 тисячоліття до н. е., гробниці 2-1 тисячоліття до н. е. та каплиця-святиня 2-1 тисячоліття до н. е.